# Alexander (Toreut)
Alexander (griechisch Ἀλεξάνδρ) war ein antiker griechischer Toreut (Metallarbeiter) unbekannter Zeit aus Sardis.
Alexander ist einzig von einer Inschrift bekannt. Diese weist ihn als Toreuten aus. Zuweisbare Werke von ihm sind nicht erhalten.

## Einzelbelege
1. ↑  Enciclopedia dell’Arte Antica, Classica e Orientale II (1959), vor allem Artikel Caelator.

| Personendaten    | Personendaten                                      |
| ---------------- | -------------------------------------------------- |
| NAME             | Alexander                                          |
| ALTERNATIVNAMEN  | Ἀλεξάνδρ (altgriechisch)                           |
| KURZBESCHREIBUNG | antiker griechischer Toreut                        |
| GEBURTSDATUM     | zwischen 7. Jahrhundert v. Chr. und 7. Jahrhundert |
| STERBEDATUM      | zwischen 7. Jahrhundert v. Chr. und 7. Jahrhundert |